# Louis-Auguste Bisson
Louis-Auguste Bisson (tiếng Pháp: [lwi oɡyst bisɔ], 1814-1876) là một nhiếp ảnh gia người Pháp ở thế kỷ 19
Bisson mở một phòng chụp ảnh vào đầu năm 1841. Ngay sau đó, anh Auguste-Rosalie Bisson (1826-1900) đã hợp tác với ông. Studio của họ ở La Madeleine ở Paris, và họ trở nên nổi tiếng như Bisson Brothers.
Năm 1860, họ đi cùng Napoléon III trong chuyến thăm Savoy. Cặp đôi này đã tạo ra những hình ảnh đáng chú ý của cảnh quan địa phương. Sau khi nhận được một phản ứng tích cực đối với công việc của mình, năm sau Auguste lên Mont Blanc, mang theo anh ta hai mươi lăm người để mang thiết bị của mình.
Các bức ảnh được làm bằng quy trình Collodion, với những điểm âm bản rất lớn, thường lên đến 30 cm x 40 cm (12 "x 16")
Các anh em từ chối giảm hình ảnh của họ để kích thước carte de visite, và do đó, sau bốn năm, họ ngừng hoạt động kinh doanh của họ.
Một trong những tác phẩm nổi tiếng nhất của nghệ sĩ này là bức ảnh của ông về nhà soạn nhạc Frédéric Chopin. Nguồn gốc của bức chân dung chưa bao giờ được giải thích đầy đủ và, sau đó, hình ảnh này đã bị loại khỏi triển lãm 'Les frères Bisson Photographes' tại Bibliothèque Nationale năm 1999. [1]